# Classe 60
Les Classe 60 sont une série de locomotive diesel Co-Co en service sur le réseau des chemins de fer britanniques, conçues pour le trafic de fret lourd.
Au milieu des années 1980, British Rail (BR) était confrontée à un parc de locomotives fret vieillissantes qu'il fallait réviser ou remplacer.  Comme la plupart avaient une puissance insuffisante, BR opta pour le remplacement et lança un appel d'offres pour un parc neuf de 100 locomotives fret de type 5.  Parmi les spécifications requises, figurait un système de contrôle de traction élaboré, en réponse aux très réussies locomotives privées GM EMD de la Classe 59.
C'est Brush Traction à Loughborough qui remporta le marché et les livraisons commencèrent en 1989.  Toutes portaient des noms nouveaux, inspirés par des paysages ou des figures historiques, mais beaucoup ont été abandonnés après la privatisation.
Après des défauts de jeunesse prolongés qui retardèrent de trois ans la certification de ces machines par BR, cette série est devenue le fer de lance du secteur d'activité des trains entiers (Trainload Freight). Les problèmes de fiabilité ont persisté, en particulier si on les compare avec les Classe 66 de GM EMD, bien que les Classe 60 aient pour elles l'avantage d'une puissance supérieure.
Lors de la privatisation, le parc fut repris par English, Welsh and Scottish Railway.  Dix ans après la privatisation, un grand nombre de ces locomotives sont garées, mais des projets de remotorisation d'un certain nombre d'entre elles sont à l'étude.
La locomotive électrique Classe 92, également construite par Brush, partage avec la classe 60 le même structure de caisse.